# Ulica Tadeusza Boya-Żeleńskiego w Katowicach

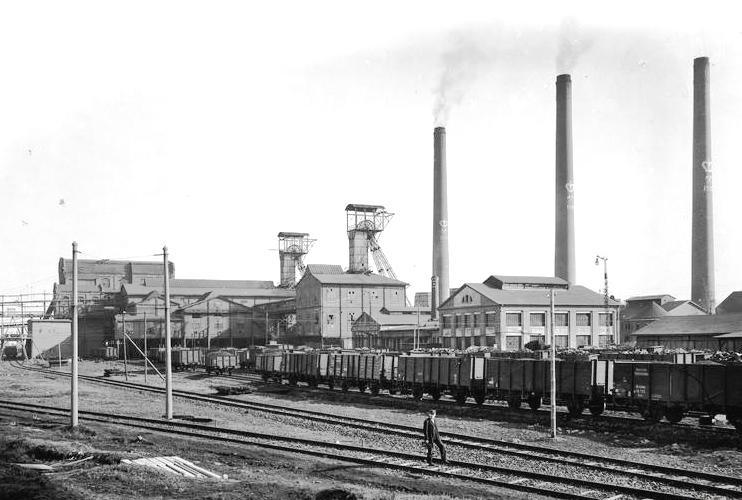
Kopalnia "Boże Dary" (dawna kopalnia "Böer") na fotografii z okresu dwudziestolecia międzywojennego

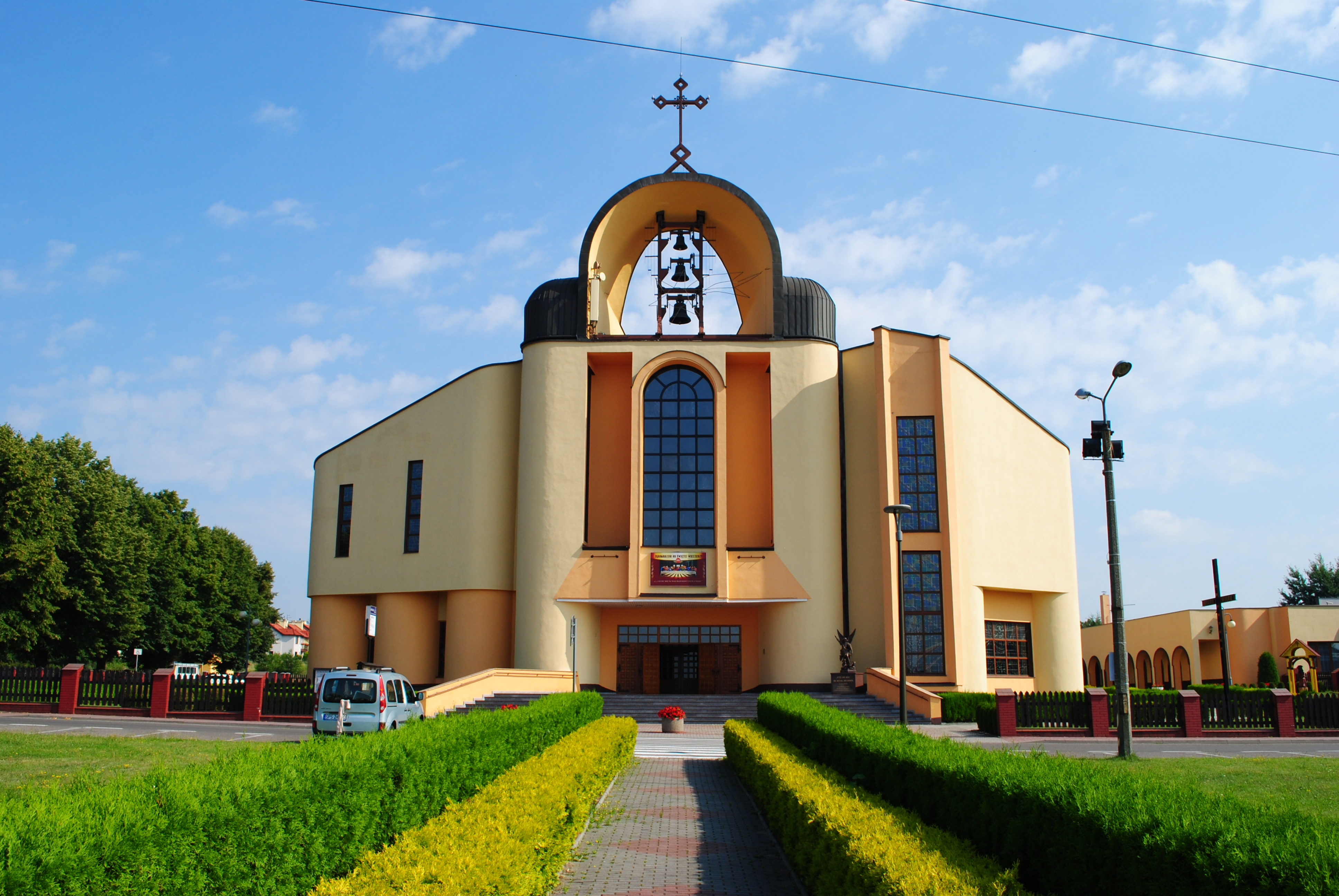
Kościół parafialny parafii Trójcy Przenajświętszej (ul. T. Boya-Żeleńskiego 34)

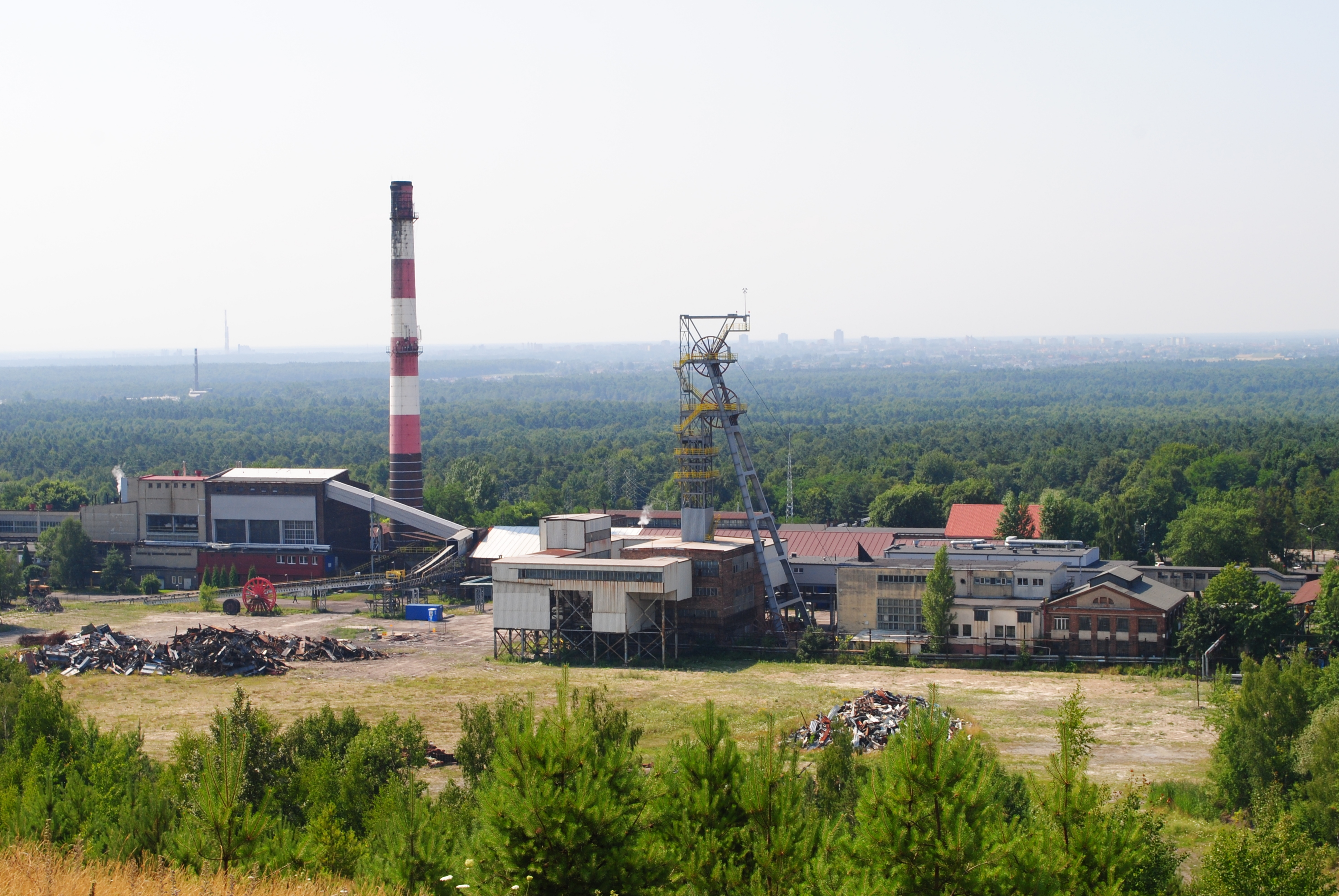
KWK Murcki − rejon "Boże Dary"

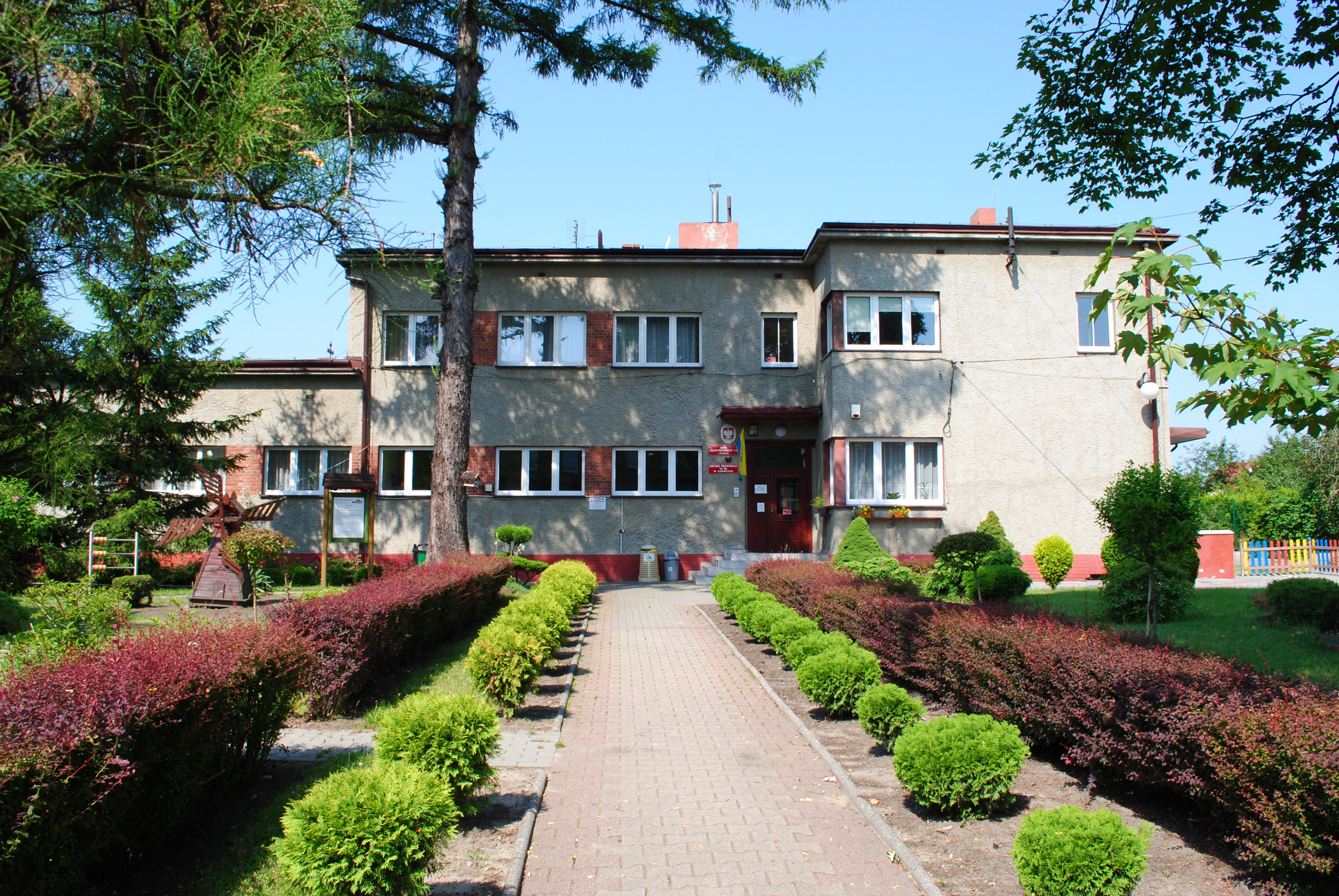
Budynek Miejskiego Przedszkola nr 42

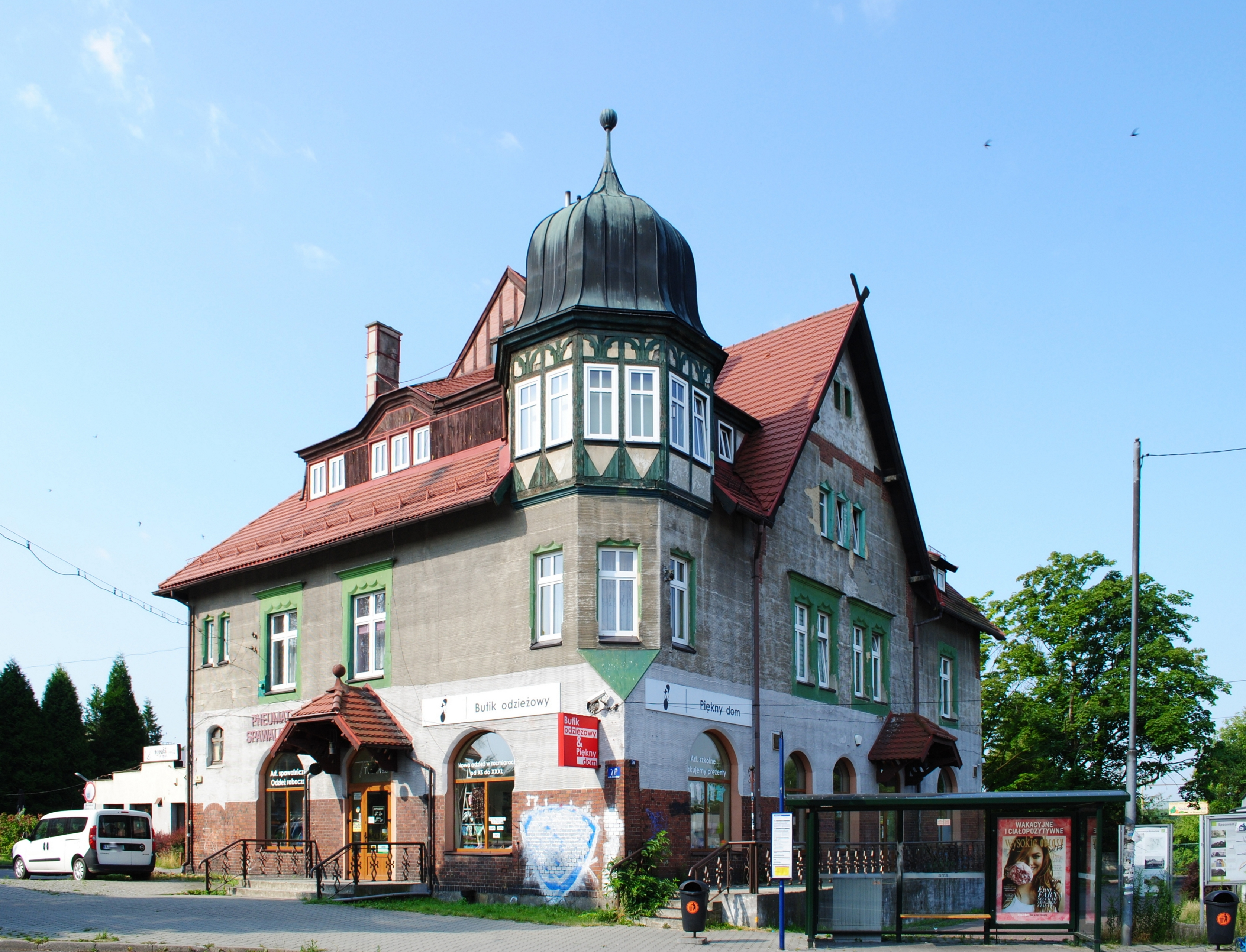
Budynek przy ul. T. Boya-Żeleńskiego

Ulica Tadeusza Boya-Żeleńskiego w Katowicach − jedna z głównych ulic w katowickiej dzielnicy Kostuchna. Rozpoczyna swój bieg przy skrzyżowaniu z ulicą Szarych Szeregów. Następnie krzyżuje się między innymi z ul. Migdałowców, ul. ks. dra Emila Szramka, ul. Jana Nikodema Jaronia, ul. Jacka Koraszewskiego, ul. Jana Kściuczyka. Kończy swój bieg przy granicy z miastem Tychy. Jej przedłużeniem jest ulica dojazdowa do węzła z drogą krajową nr 86 i tyską ulicą Beskidzką.

## Opis
Na mapie Hellera z 1776 zaznaczona jest droga, biegnąca przez Kostuchnę szlakiem dzisiejszej ul. T. Boya-Żeleńskiego. Prawdopodobnie droga ta powstała w połowie XVIII wieku.
W budynku na rogu ul. Szarych Szeregów 42 i ul. Tadeusza Boya-Żeleńskiego do 1975 znajdował się Urząd Miasta Kostuchna. W latach 1901−1903 przy drodze z Kostuchny, na terenach dworskich, powstała kopalnia "Böer" (od 1937 kopalnia "Boże Dary", następnie KWK "Murcki", dziś KWK Murcki-Staszic). Przy kopalni wybudowano także osiedle górnicze − kolonię Boże Dary (niem. Böerschächte), składającą się z domków robotniczych i urzędniczych.
Droga ma długość 3041 m i powierzchnię 22 582 m², posiada klasę ulicy zbiorczej. Obszar znajdujący się wzdłuż ul. Szarych Szeregów i ul. T. Boya-Żeleńskiego wraz z przyległymi ulicami do linii kolejowej Tychy − Kostuchna − Murcki stanowi tereny zabudowy mieszkaniowej mieszanej oraz wielorodzinnej z usługami − nowe osiedle u zbiegu ul. Szarych Szeregów i ul. Armii Krajowej oraz w pobliżu skrzyżowania ul. Szarych Szeregów z ul. Tadeusza Boya-Żeleńskiego. Przy ulicy znajduje się stacja elektroenergetyczna 110/6 kV KWK Murcki, będąca źródłem zaopatrzenia w energię elektryczną Kopalni Węgla Kamiennego Murcki.
Ulicą kursują linie autobusowe Zarządu Transportu Metropolitalnego.

## Obiekty historyczne
Przy ul. Tadeusza Boya-Żeleńskiego znajdują się następujące obiekty, objęte ochroną konserwatorską:
- dom mieszkalny (ul. T. Boya-Żeleńskiego 5); wzniesiony po 1901[7];
- figura przydrożna św. Jana Nepomucena (ul. T. Boya-Żeleńskiego 16); wzniesiona w 1892[7] z fundacji Jana i Marii Skrzydło[8][9];
- dom mieszkalny (ul. T. Boya-Żeleńskiego 21); wzniesiony w 1908[7];
- dom mieszkalny z wtórną nadbudową (ul. T. Boya-Żeleńskiego 22); wzniesiony po 1901[7];
- zabytkowy familok (ul. T. Boya-Żeleńskiego 27/29); wzniesiony po 1901[7];
- budynek przedszkola (ul. T. Boya-Żeleńskiego 30); wzniesiony w latach 30. XX w. jako przedszkole niemieckie[10];
- dom mieszkalny (ul. T. Boya-Żeleńskiego 35); wzniesiony po 1901[7];
- dom mieszkalny (ul. T. Boya-Żeleńskiego 36); wzniesiony około 1900[7];
- dom wielorodzinny (ul. T. Boya-Żeleńskiego 37, róg z ul. Jana Wantuły); wzniesiony w 1900; objęty ochroną wraz z zabudową gospodarczą (stodoła)[7];
- zespół leśniczówki − dwa domy (ul. T. Boya-Żeleńskiego 38, 40); wzniesione w 1914[7];
- dom mieszkalny (ul. T. Boya-Żeleńskiego 57); wzniesiony po 1901[7];
- dom mieszkalny (ul. T. Boya-Żeleńskiego 61); wzniesiony po 1901[7];
- dom mieszkalny (ul. T. Boya-Żeleńskiego 63); wzniesiony około 1930[7];
- dom mieszkalny (ul. T. Boya-Żeleńskiego 64); wzniesiony w 1902[7];
- budka dróżnika (ul. T. Boya-Żeleńskiego 73)[11]; wzniesiona po 1901[7];
- willa mieszkalna (ul. T. Boya-Żeleńskiego 76); wzniesiona w 1904 na osiedlu przy kopalni "Böer"[7];
- willa mieszkalna (ul. T. Boya-Żeleńskiego 78); wzniesiona w 1904 na osiedlu przy kopalni "Böer"[7];
- dom mieszkalny z budynkiem gospodarczym (ul. T. Boya-Żeleńskiego 80); wzniesiony w 1914 na osiedlu przy kopalni "Böer";
- krzyż misyjny (ul. T. Boya-Żeleńskiego 80, róg z ul. Kazimierza Lepszego); wzniesiony w 1926[7][9];
- figura przydrożna i kapliczka szafkowa na drewnianym słupie (ul. T. Boya-Żeleńskiego 80, róg z ul. Kazimierza Lepszego); wzniesione w 1914[7];
- dom mieszkalny z budynkami gospodarczymi (ul. T. Boya-Żeleńskiego 82); wzniesiony przed 1914 na osiedlu przy kopalni "Böer"[12][7];
- dom noclegowy (ul. T. Boya-Żeleńskiego 83); wzniesiony w 1909 na osiedlu przy kopalni "Böer"; przebudowany w latach 1913−1921[7];
- dom mieszkalny z budynkiem gospodarczym (ul. T. Boya-Żeleńskiego 84); wzniesiony w 1910 na osiedlu przy kopalni "Böer"[7];
- kamienica mieszkalna (ul. T. Boya-Żeleńskiego 85a/85b); wzniesiona około 1960[7];
- dom mieszkalny z budynkiem gospodarczym (ul. T. Boya-Żeleńskiego 86); wzniesiony około 1910 na osiedlu przy kopalni "Böer"[7];
- dom mieszkalny z budynkiem gospodarczym (ul. T. Boya-Żeleńskiego 88); wzniesiony około 1910 na osiedlu przy kopalni "Böer"[7];
- zespół dawne fabryki chloru Heydena[11], obejmujący budynki administracyjno-mieszkalne (ul. T. Boya-Żeleńskiego 108, 110); wzniesiony około 1915[7];
- dom mieszkalny (ul. T. Boya-Żeleńskiego 112); wzniesiony około 1950[7];
- zespół budynków Kopalni Węgla Kamiennego "Murcki" − rejon "Boże Dary"[11] (dawna kopalnia "Böer"), obejmujący[7]:
  - budynek biurowy i cechowni,
  - budynek rozdzielni,
  - budynek dawnej kotłowni (obecnie warsztatowy),
  - budynek dawnej łaźni,
  - budynek związków zawodowych,
  - dwa budynki warsztatowe,
  - biura i warsztaty szybowe;
- zespół hal produkcyjnych, wzniesiony w 1916 − obecnie znajdujący się na terenie zakładów "Remag"[7];
- cztery obiekty (hala, budynki biurowe), znajdujące się na terenie dawnych zakładów "Polam"[7];
- dom mieszkalny z budynkiem gospodarczym (ul. Kazimierza Lepszego 1, róg z ul. T. Boya-Żeleńskiego); wzniesiony około 1910 na osiedlu przy kopalni "Böer"[7];
- trójkondygnacyjna kamienica narożna (ul. Szarych Szeregów 42, róg z ul. Tadeusza Boya-Żeleńskiego); wzniesiona po 1901; dawna siedziba Urzędu Miasta Kostuchna[7];
- dom mieszkalny (ul. Szarych Szeregów 44, róg z ul. Tadeusza Boya-Żeleńskiego) wzniesiony po 1901[7].

## Instytucje
Siedzibę przy ul. Tadeusza Boya-Żeleńskiego mają:
- Miejskie Przedszkole nr 42 (ul. T. Boya-Żeleńskiego 30);
- kościół i parafia Trójcy Przenajświętszej (ul. T. Boya-Żeleńskiego 34)[13],
- boisko sportowe Miejskiego Ośrodka Sportu i Rekreacji w Katowicach (ul. T. Boya-Żeleńskiego 96c)[14], posiadające 2500 miejsc na widowni[15],
- przedsiębiorstwa handlowo-usługowe, niepubliczne zakłady opieki zdrowotnej,
- Urząd Pocztowy Katowice 31 (ul. T. Boya-Żeleńskiego 75)[16],
- Zespół Szkół nr 4 im. Tomasza Klenczara (ul. T. Boya-Żeleńskiego 96), obejmujący: XIII Liceum Ogólnokształcące i Technikum nr 15,
- Zakład Energetyki Cieplnej S.A. − ciepłownia "Murcki" (ul. T. Boya-Żeleńskiego 95)[15], ciepłownia posiada moc cieplną 46,6 MW i moc elektryczną 1,5 MW[15],
- Miejski Dom Kultury "Południe" (ul. T. Boya-Żeleńskiego 83),
- Centrum Rehabilitacji, Odnowy Biologicznej i Sportu "Derrata", posiadające pływalnię (ul. T. Boya-Żeleńskiego 100)[15];
- gazowa stacja redukcyjno-pomiarowa pierwszego stopnia[17] o przepustowości 1500 m³/h i dwustopniowej redukcji[15].